# Ruig klokje
Het ruig klokje (Campanula trachelium) is een tot 1,2 m hoge vaste plant uit de klokjesfamilie (Campanulaceae). De plant wordt tevens in de siertuin gebruikt.
De scherpkantige stengel en de bladeren zijn stijf behaard.
De bovenste bladeren zijn zittend of kort gesteeld, maar de onderste bladeren zijn langer gesteeld en hebben een hartvormige voet. De lancetvormige bladeren zijn dubbel getand.
De 2,5-5 × 2-4 cm grote bloem is paars en van binnen behaard met lange stijve haren. De bloeiperiode valt in juli en augustus. De bloemen staan gegroepeerd in een tros langs de bovenzijde van de niet of weinig vertakte stengel.
De vrucht is een doosvrucht met strooigaatjes waar de zaden door vrijkomen.

## Ecologischeaspecten
De plant houdt van een vochtige, leemachtige bodem, maar neemt ook goede tuinaarde of een rotsige bergbodem voor lief. Het natuurlijke verspreidingsgebied beslaat Europa, Noord-Afrika en het Midden-Oosten.
In Nederland is de plant vanaf 1 januari 2017 niet meer wettelijk beschermd.
De plant is waardplant voor de klokjesdwergspanner (Eupithecia denotata), een nachtvlinder uit de familie Geometridae, die in Nederland voornamelijk bekend is uit Zuid-Limburg.

## Plantengemeenschap
Het ruige klokje is een kensoort voor het eiken-haagbeukenbos (Stellario-Carpinetum).

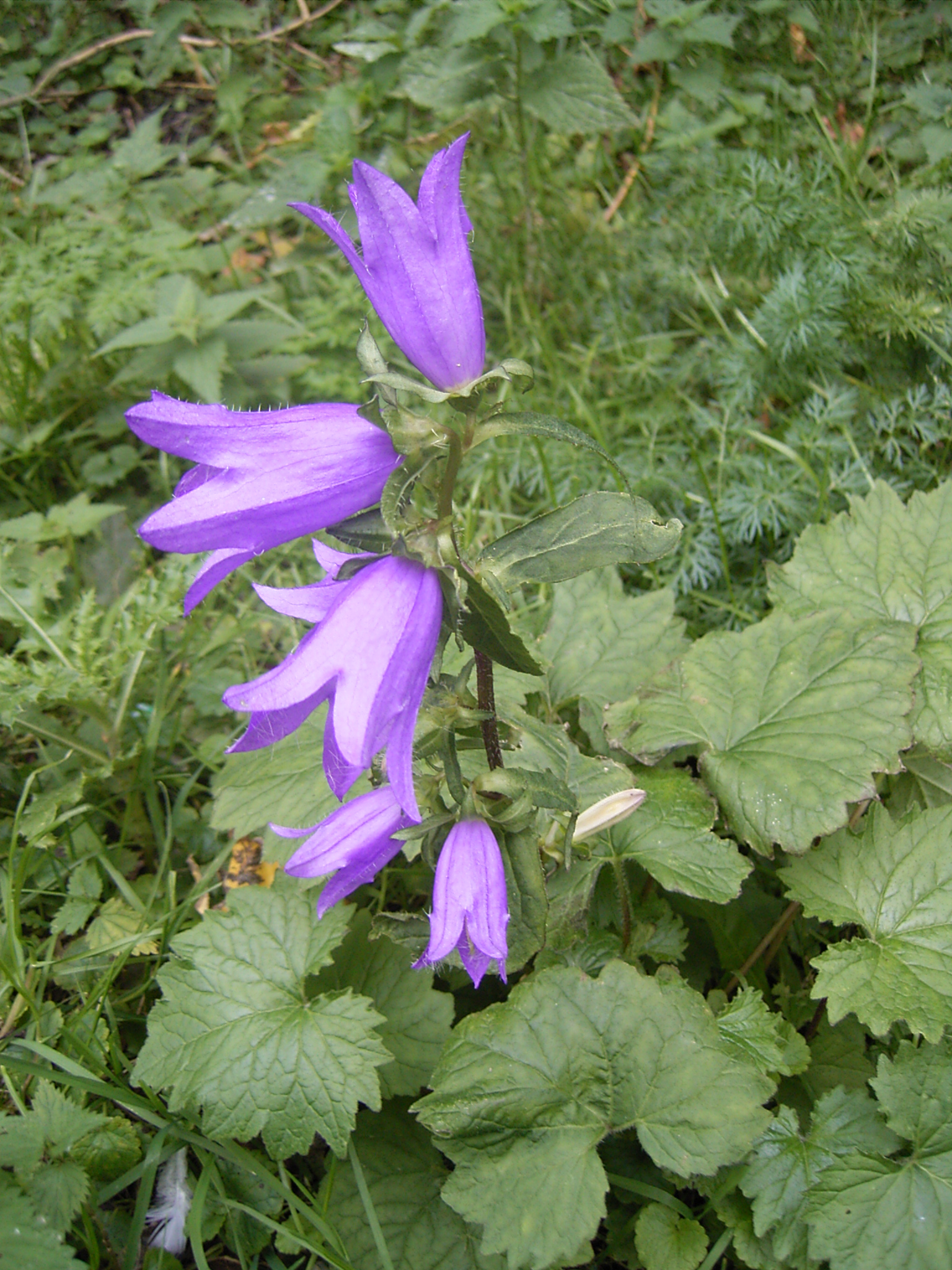
Plant
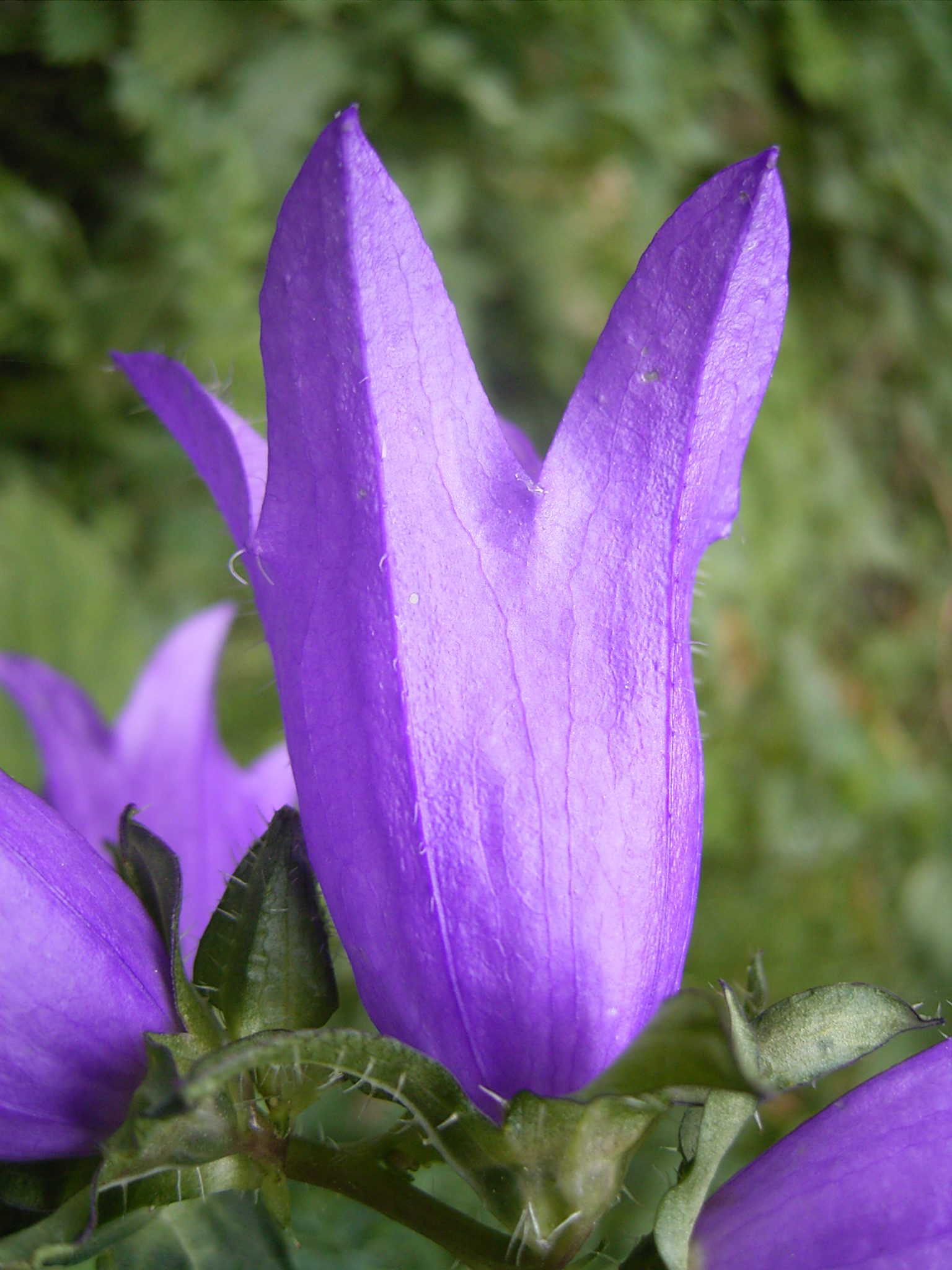
Bloem en kelk
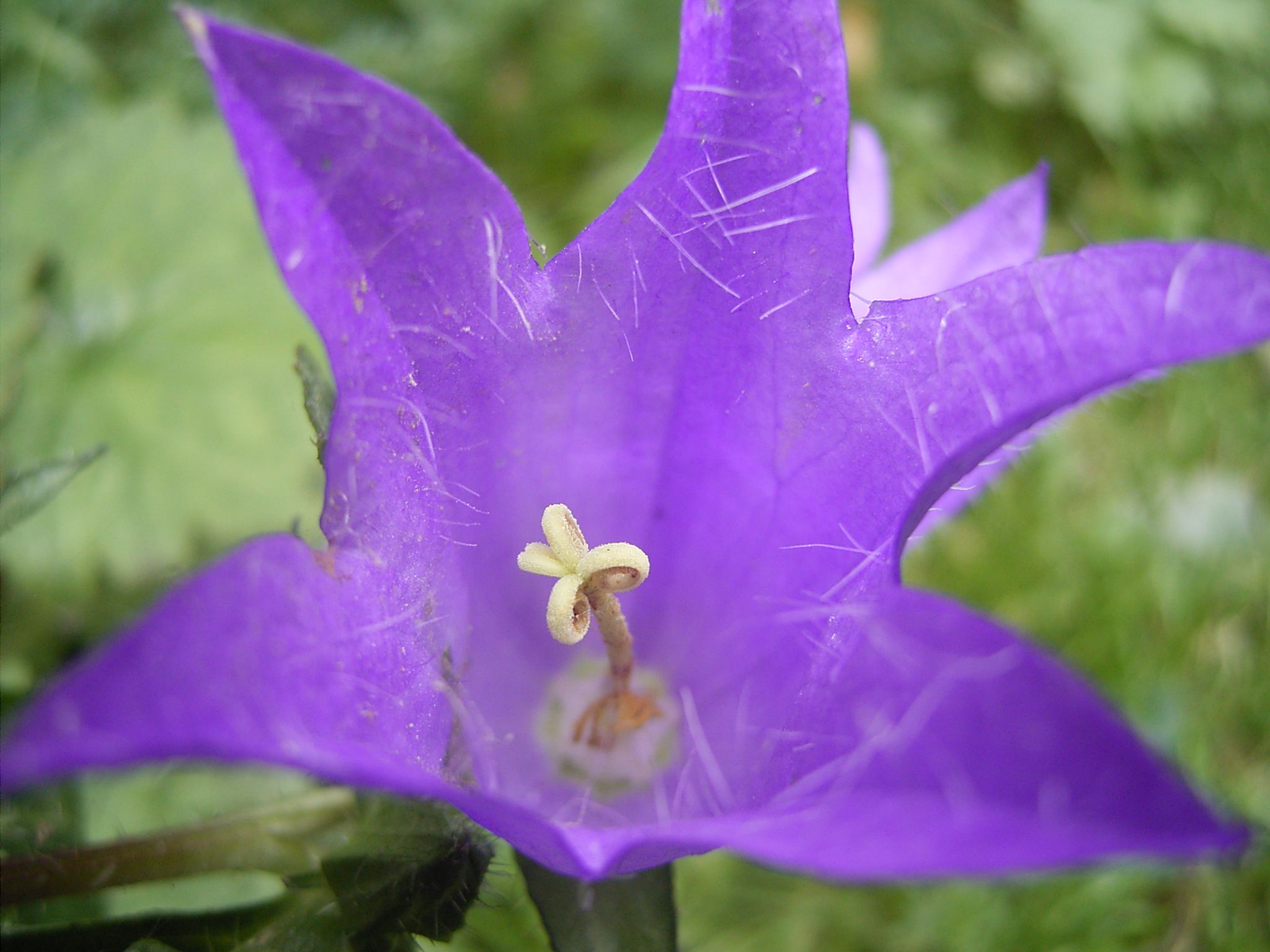
Close-up van de bloem

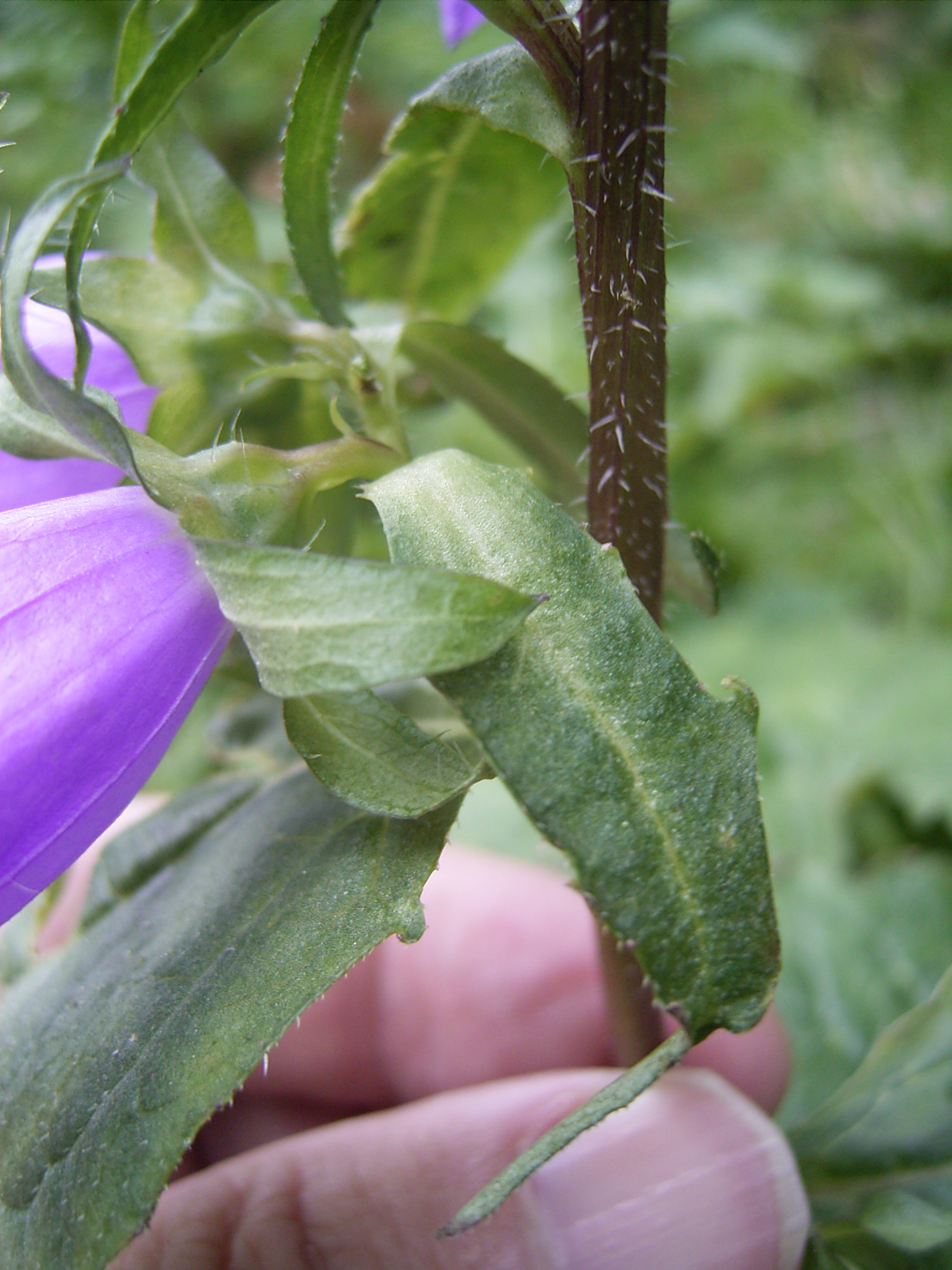
Blad en stengel
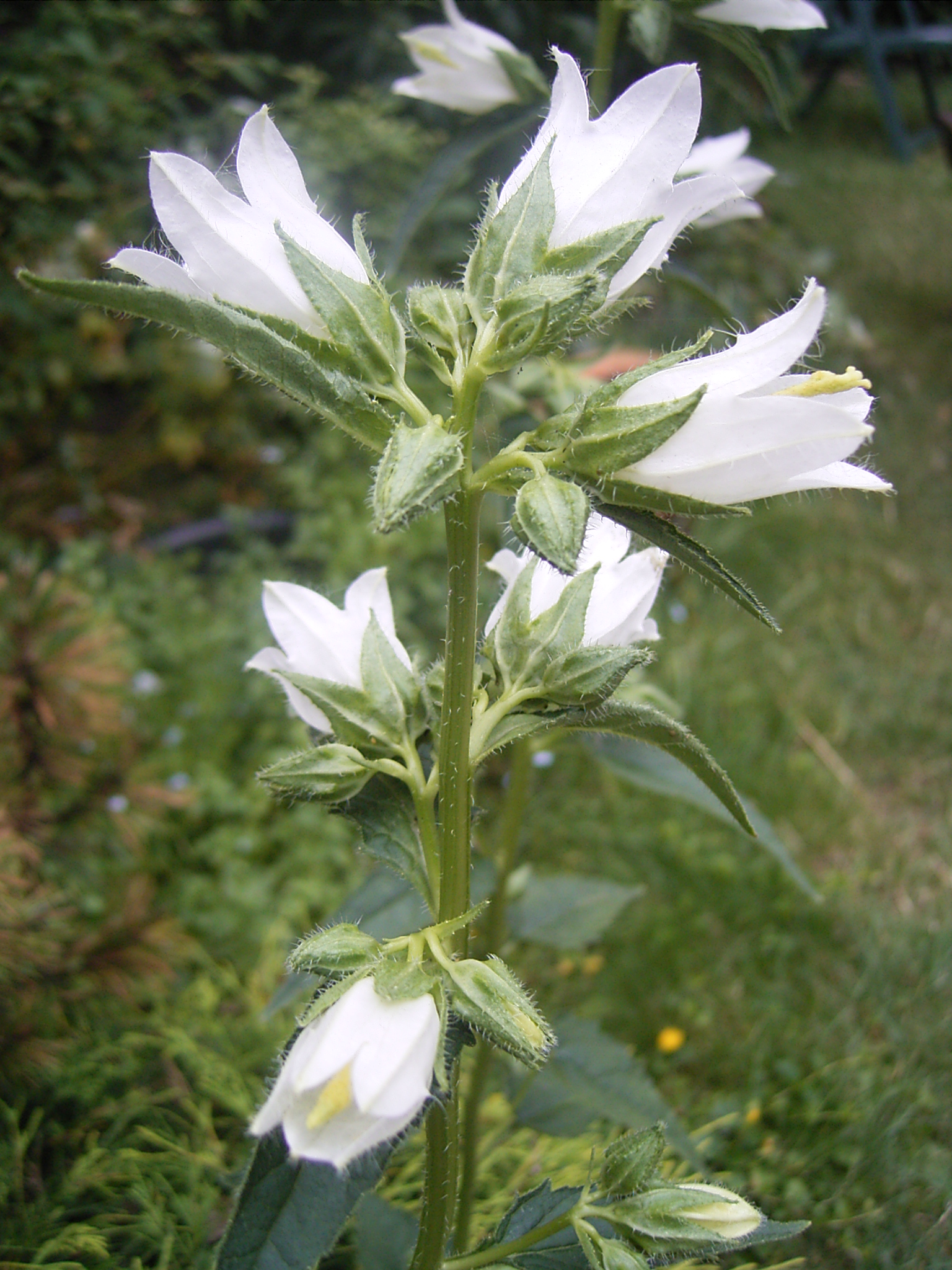
Een enkele maal heeft de plant witte bloemen